# Куайн (программирование)
Куайн (квайн, англ. quine) — компьютерная программа, которая выдаёт на выходе точную копию своего исходного текста. При этом программы, использующие внешние данные (чтение текста программы из файла, ввод его с клавиатуры и так далее), куайнами не считаются. Кроме того, не считается куайном «программа», не содержащая вообще никакого кода (вырожденный случай).
В книге «Этюды для программистов» Чарльза Уэзерелла сформулировано более строгое условие: программа не должна пользоваться приёмами, позволяющими получить доступ к своему исходному коду, хранящемуся в памяти загрузчика или интерпретатора. Поэтому куайны 10 LIST на бейсике и SOURCE TYPE на языке Форт — не совсем честные.
Термин получил название от имени американского логика и философа Уилларда Ван Ормана Куайна (1908—2000), который занимался углублённым изучением косвенной самореференции (англ. indirect self-reference).

## История
Куайны возможны в любом тьюринг-полном языке программирования — как следствие теоремы Клини о рекурсии. Идея куайнов была впервые описана Полом Братли (англ. Bratley, Paul) и Жаном Милло (англ. Millo, Jean) в «Computer Recreations; Self-Reproducing Automata», Software — Practice & Experience, выпуск 2 (1972), с. 397—400. Братли заинтересовался саморепродуцированием программ после знакомства с первой такой программой, написанной на языке программирования Atlas Autocode в Эдинбурге в 1960-х годах преподавателем и исследователем Хэмишем Дюаром (англ. Hamish Dewar).
Вот исходный текст этой программы:
```
%BEGIN
!THIS IS A SELF-REPRODUCING PROGRAM
%ROUTINESPEC R
R
PRINT SYMBOL(39)
R
PRINT SYMBOL(39)
NEWLINE
%CAPTION %END~
%CAPTION %ENDOFPROGRAM~
%ROUTINE R
%PRINTTEXT '
%BEGIN
!THIS IS A SELF-REPRODUCING PROGRAM
%ROUTINESPEC R
R
PRINT SYMBOL(39)
R
PRINT SYMBOL(39)
NEWLINE
%CAPTION %END~
%CAPTION %ENDOFPROGRAM~
%ROUTINE R
%PRINTTEXT '
%END
%ENDOFPROGRAM
```

## Вариации

### Куайнn-го порядка
Куайном n-го порядка для {\displaystyle n>1} называется программа, которая выводит на экран такой код {\displaystyle A_{1}}, что {\displaystyle \forall k:1<k<n} запуск кода {\displaystyle A_{k-1}} выводит на экран код {\displaystyle A_{k}}. При этом код {\displaystyle A_{n-1}} выводит на экран код изначальной программы.

### Цепной куайн
Цепным куайном для списка языков программирования {\displaystyle A_{1},...,A_{n}} называется такой код на языке {\displaystyle A_{1}}, что при поочерёдном запуске всех кодов {\displaystyle \forall k<n} код на языке {\displaystyle A_{k}} выводит произвольный код на языке {\displaystyle A_{k+1}}. При этом сгенерированный в результате {\displaystyle n-1} шагов код на языке {\displaystyle A_{n}} выводит на экран изначальный код на языке {\displaystyle A_{1}}.
Японский программист Юсукэ Эндо в 2013 году создал цепной куайн для {\displaystyle n=50} с началом на языке программирования Ruby (впрочем, согласно определению, благодаря цикличности алгоритма при наличии кодов на всех языках начинать исполнение цикла можно с любого из них). Языки программирования в куайне расположены в алфавитном порядке. К 2018 году он довёл число языков в этом куайне до 128.

### Другие вариации
Юсукэ Эндо также создал псевдокуайн на Ruby, выводящий свой текст с помощью псевдоанимации (прорисовки новых комбинаций символов на консоли с заданным интервалом).
Также своеобразной математической вариацией куайна можно считать самореферентную формулу Таппера — неравенство, точки истинности которого в определённой области плоскости рисуют эту же формулу.